# Ganzepoot (Nieuwpoort)
De Ganzepoot of Ganzenpoot is een sluizencomplex in de achterhaven van de Belgische stad Nieuwpoort. In het complex komen zes waterwegen bij elkaar, die via de Ganzepoot en de IJzermonding met de Noordzee worden verbonden.
Vanaf de Langebrug aan de westkant van het complex ziet men in een halve cirkelvorm (vandaar de naam "Ganzepoot"), zes waterbouwkundige kunstwerken. Deze zorgen afwisselend voor de afwatering van een deel van De Polders en voor de scheepvaartverbindingen. De afwatering gebeurt via een overlaat, de binnenschepen passeren een schutsluis.
De originele kunstwerken, daterend van de tweede helft van de negentiende eeuw, werden in de Eerste Wereldoorlog volledig vernield. Van hieruit werd bij de Slag om de IJzer de IJzervlakte onder water gezet om de oprukkende Duitsers een halt toe te roepen. De infrastructuur werd onmiddellijk na het beëindigen van de vijandelijkheden in licht gewijzigde vorm heropgebouwd.

Ganzepoot en waterwegen 1. IJzer; 2. Kanaal Plassendale-Nieuwpoort; 3. Kanaal Nieuwpoort-Duinkerke; 4. Kreek van Nieuwendamme; 5. Veurne-Ambachtvaart; 6. Grote Beverdijkvaart; 7. Oude Veurnevaart; 8. Noordzee. Het centrum fungeert als zwaaikom.

Van links naar rechts (noord-zuid) ziet men:
- De Overlaat van het Nieuwbedelf (ook 'Overlaat van de Grote Westwatering' genoemd): bestaat uit drie openingen en verzorgt de afwatering van een deel van de polder van de Grote Westwatering en van de Vladslo Ambachtpolder ten noorden van Diksmuide. Er varen geen schepen op en er staat alleen een spuisluis en geen schutsluis.
- Het Gravensas: scheepvaartsluis die aansluiting geeft op de Plassendalevaart, de verbinding met de oostkust (Oostende en Brugge) voor binnenvaartschepen. Het kanaal werd in de 17e eeuw aangelegd.
- Het Springsas: een spuisluis op de Kreek van Nieuwendamme, de vroegere meanderende benedenloop van de IJzer. De Kreek van Nieuwendamme voert neerslagwater af van de Nieuwlandpolder ten noorden van de IJzer. Het huidig uitzicht van dit kunstwerk verschilt van dat vóór 1914 maar er zijn gelukkig nog enkele merkwaardige herinneringen verwerkt in de heropbouw.
- Het Iepersas: niet meer gebruikte scheepvaartsluis en een overlaat met vijf openingen. In de 17e eeuw werd de IJzer van Nieuwpoort tot de Uniebrug rechtgetrokken door een kanaal en, verder tot Diksmuide, gekanaliseerd. Langs het Iepersas mondt de gekanaliseerde IJzer via de zwaaikom en de havengeul uit in de zee. Langs de overlaat voert de IJzer neerslagwater af van de polder stroomopwaarts van Diksmuide.
- De Overlaat van Veurne-Ambacht op de Veurne-Ambachtvaart of Noordvaart: langs deze overlaat met acht openingen wordt neerslagwater afgevoerd van de Polder van de Noordwatering Veurne, het stelsel van sloten en kanalen ten zuiden en westen van de IJzer en ten noorden van Veurne. Langs deze overlaat zetten schipper Hendrik Geeraert en kapitein Fernand Umé het gebied tussen de IJzer en de spoorweglijn Nieuwpoort-Diksmuide op 29 oktober 1914 onder water. Dit gebeurde toen nog met de hand, met zwengels en tandwielkasten. Tegenwoordig worden de schuifdeuren met motoren geopend of gesloten.
- Het Veurnesas: scheepvaartsluis met rechts een overlaat met vier openingen. Geeft toegang tot de Veurnevaart. De Veurnevaart ontsluit de westkust, stroomt door Veurne en verbindt Nieuwpoort met Duinkerke. Langs de overlaat kan de Veurnevaart water afvoeren van de Noordwatering Veurne.

In 2019 werd een groot deel van de sluisdeuren van het complex vervangen. Gezien de specificiteit van de vervaardiging en plaatsing van deze deuren is de benodigde investering vrij hoog. Het heeft bijvoorbeeld iets meer dan 450 000 euro gekost om de 2 Iepersluis puntdeuren sets aan de kant van de achterhaven te vernieuwen.

Luchtfoto in november 1914
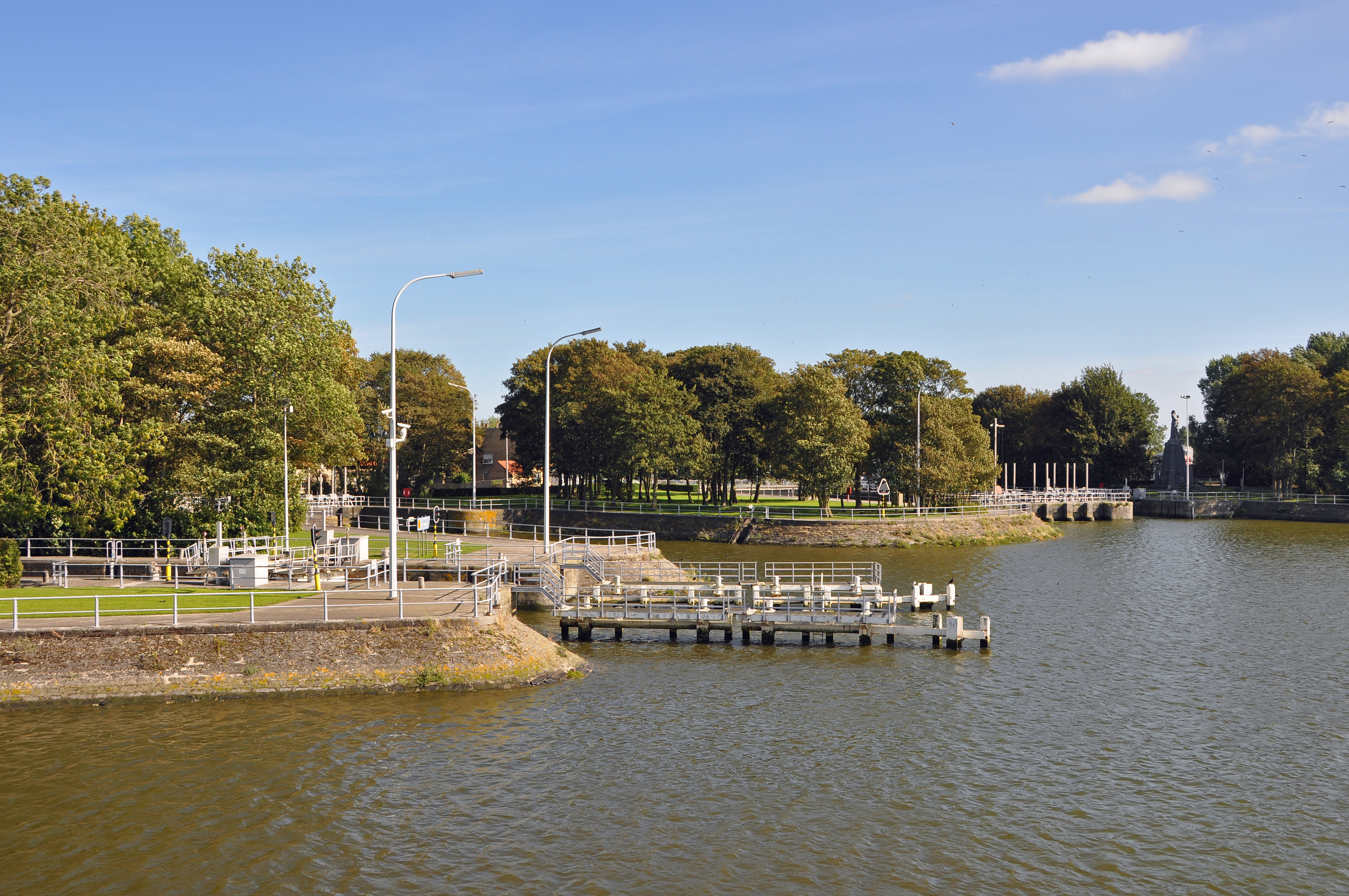
Het linkergedeelte
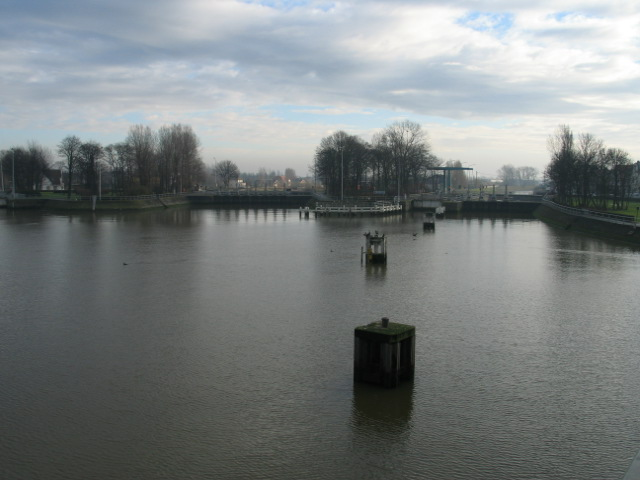
Het rechtergedeelte
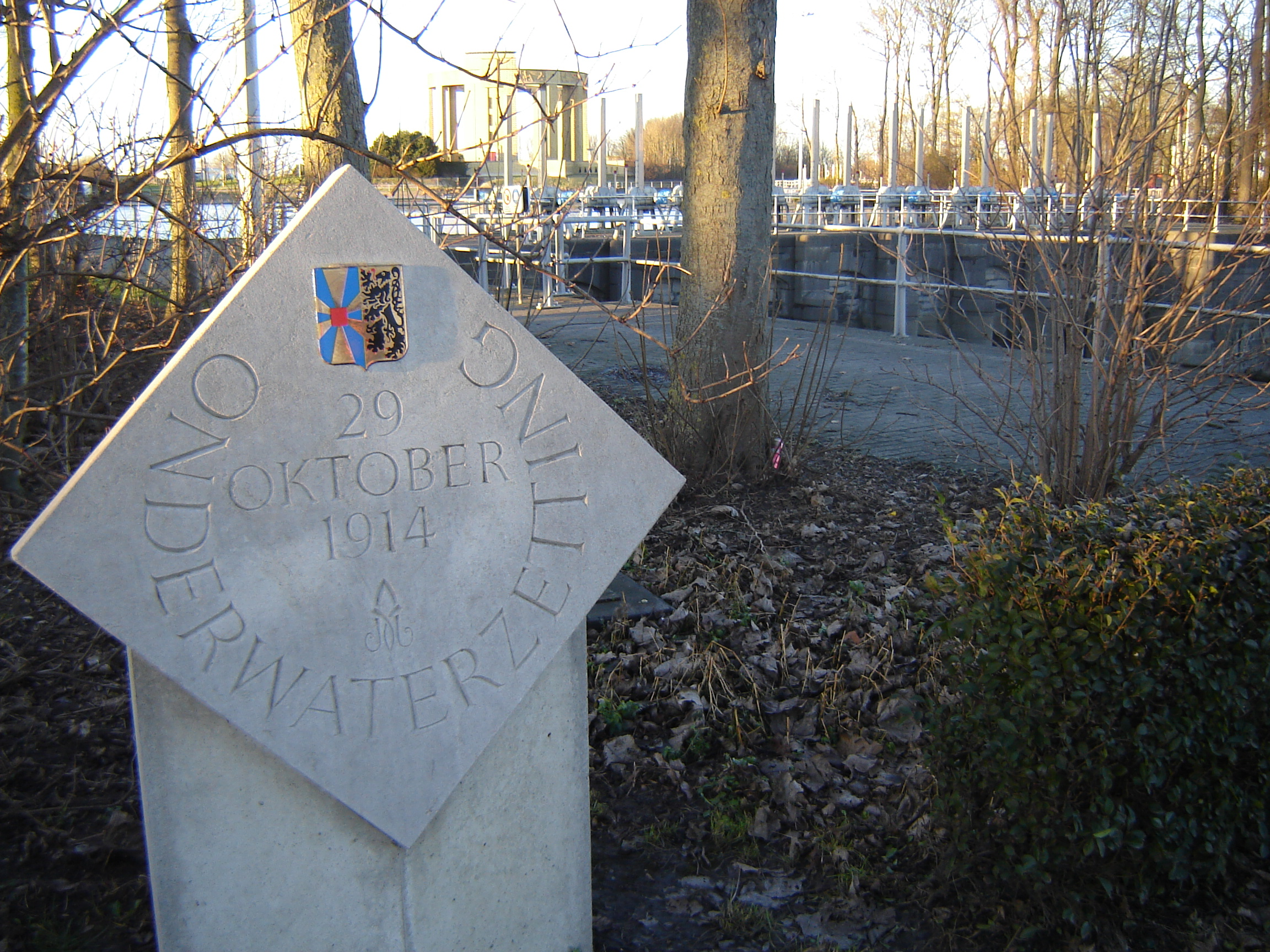
Naamsteen 1914-1918 "Onderwaterzetting"
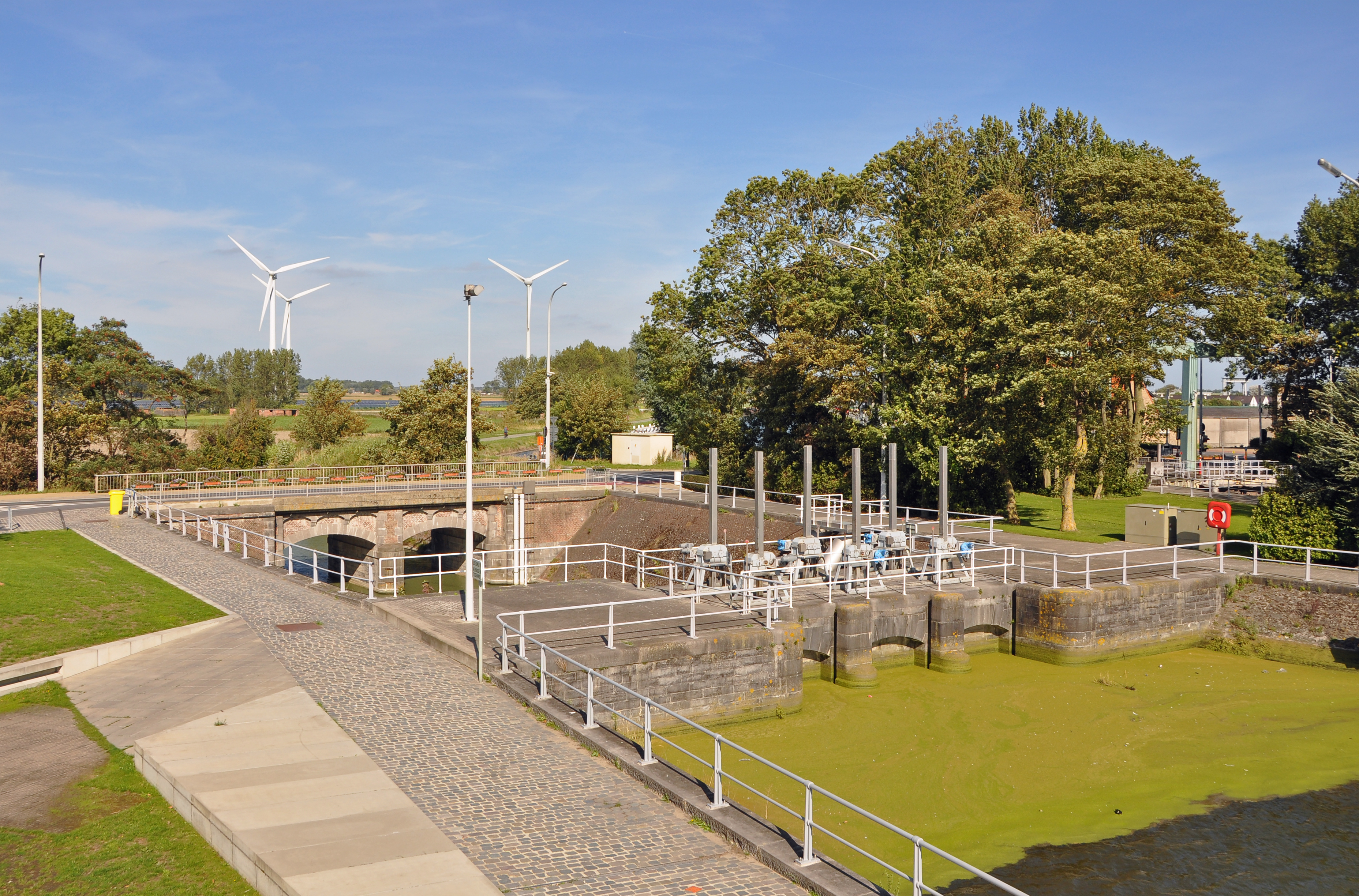
De spuisluis van het Nieuw Bedelf
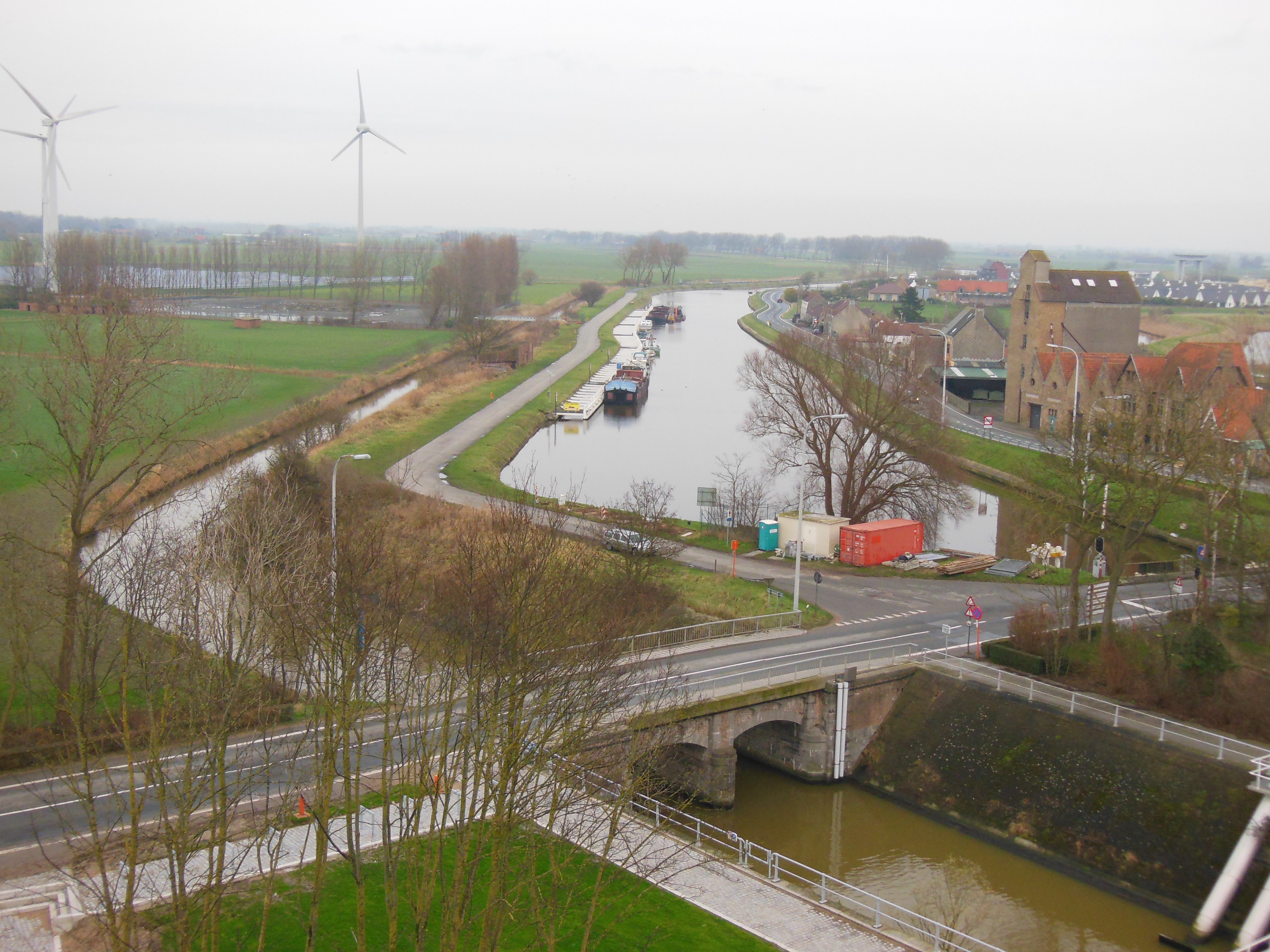
Het Nieuw Bedelf (links) en het kanaal Plassendale-Nieuwpoort
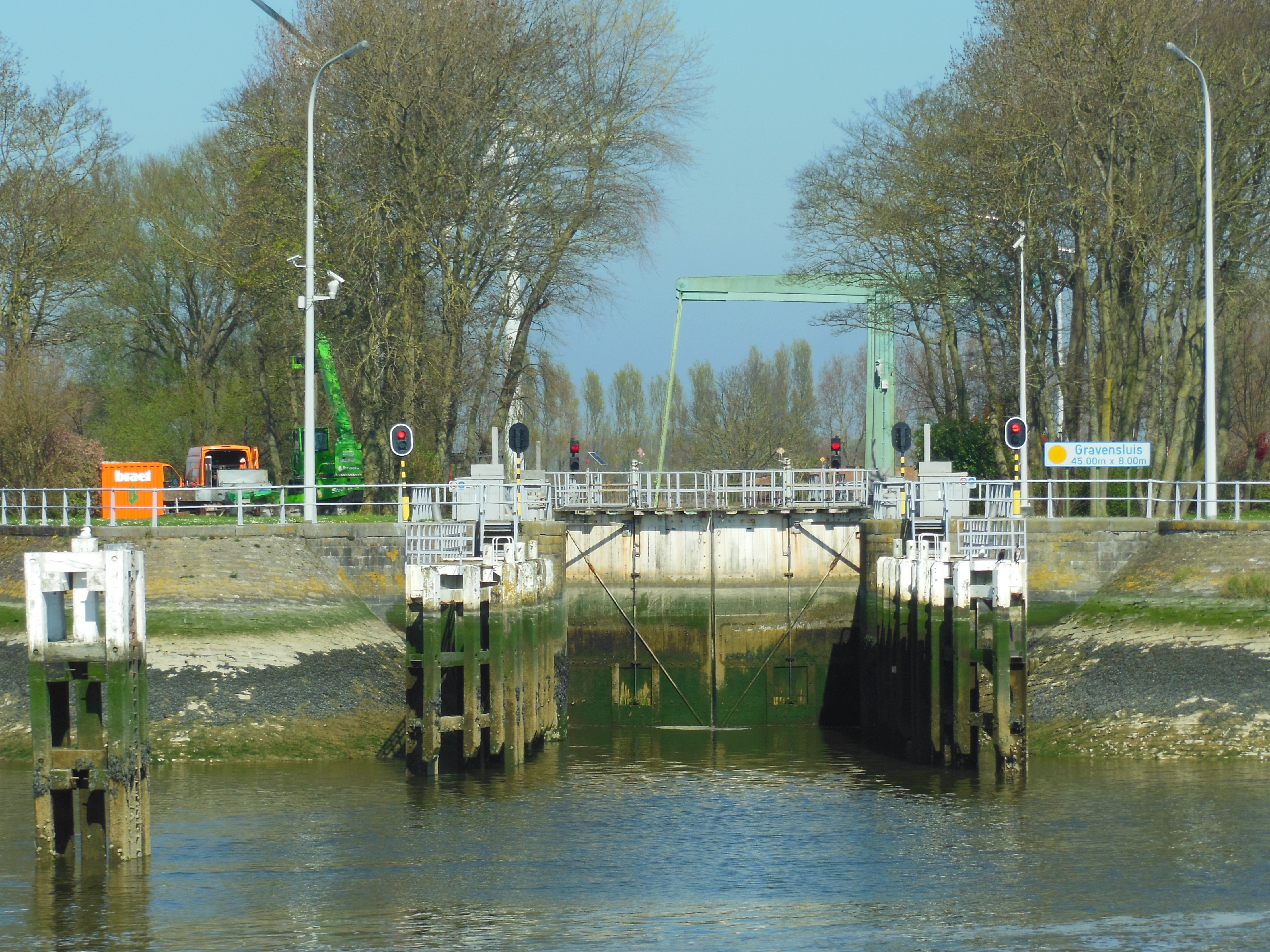
De Gravensluis op het kanaal Plassendale-Nieuwpoort
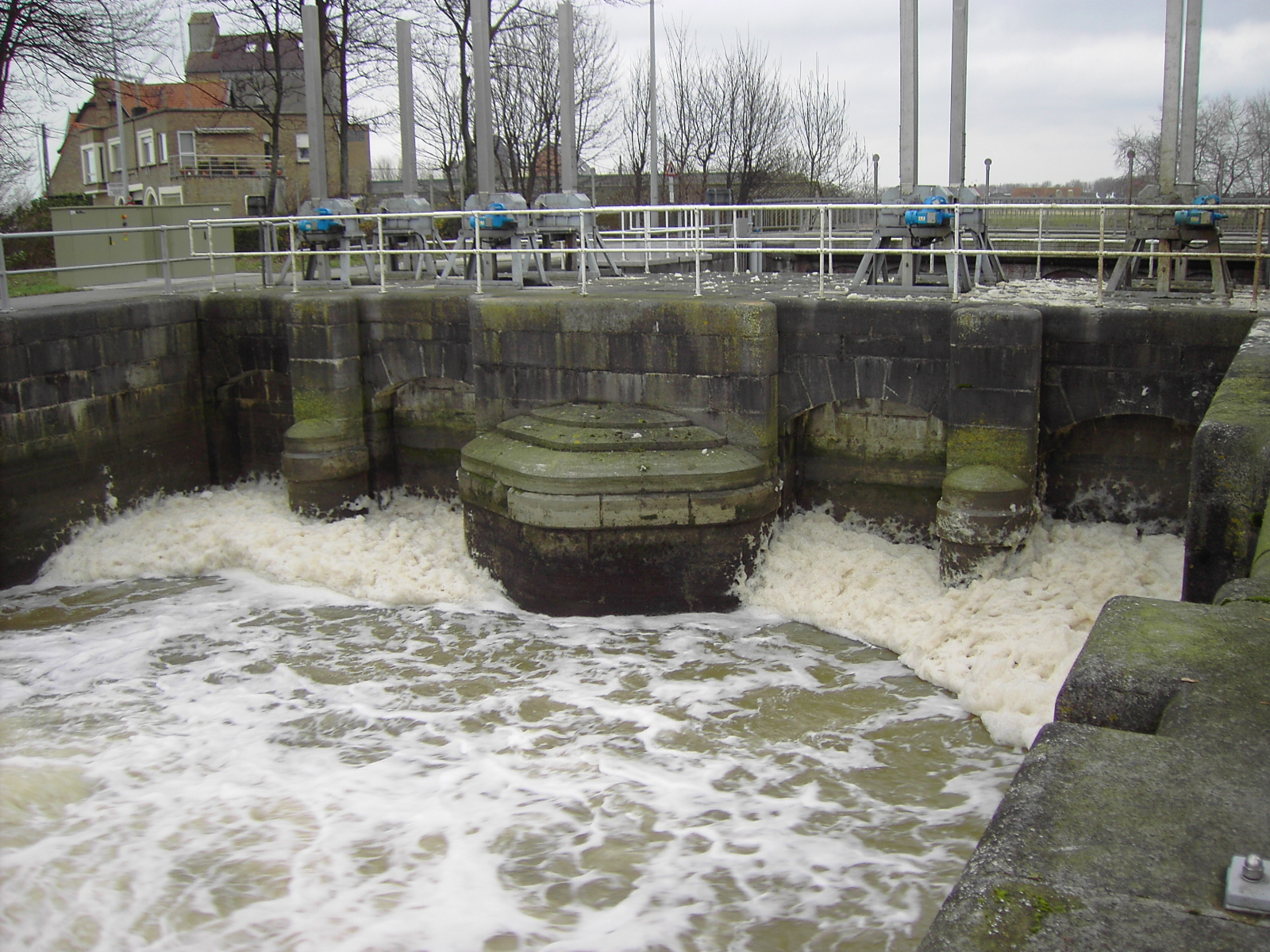
Het Scheursas, de spuisluis op de Kreek van Nieuwendamme
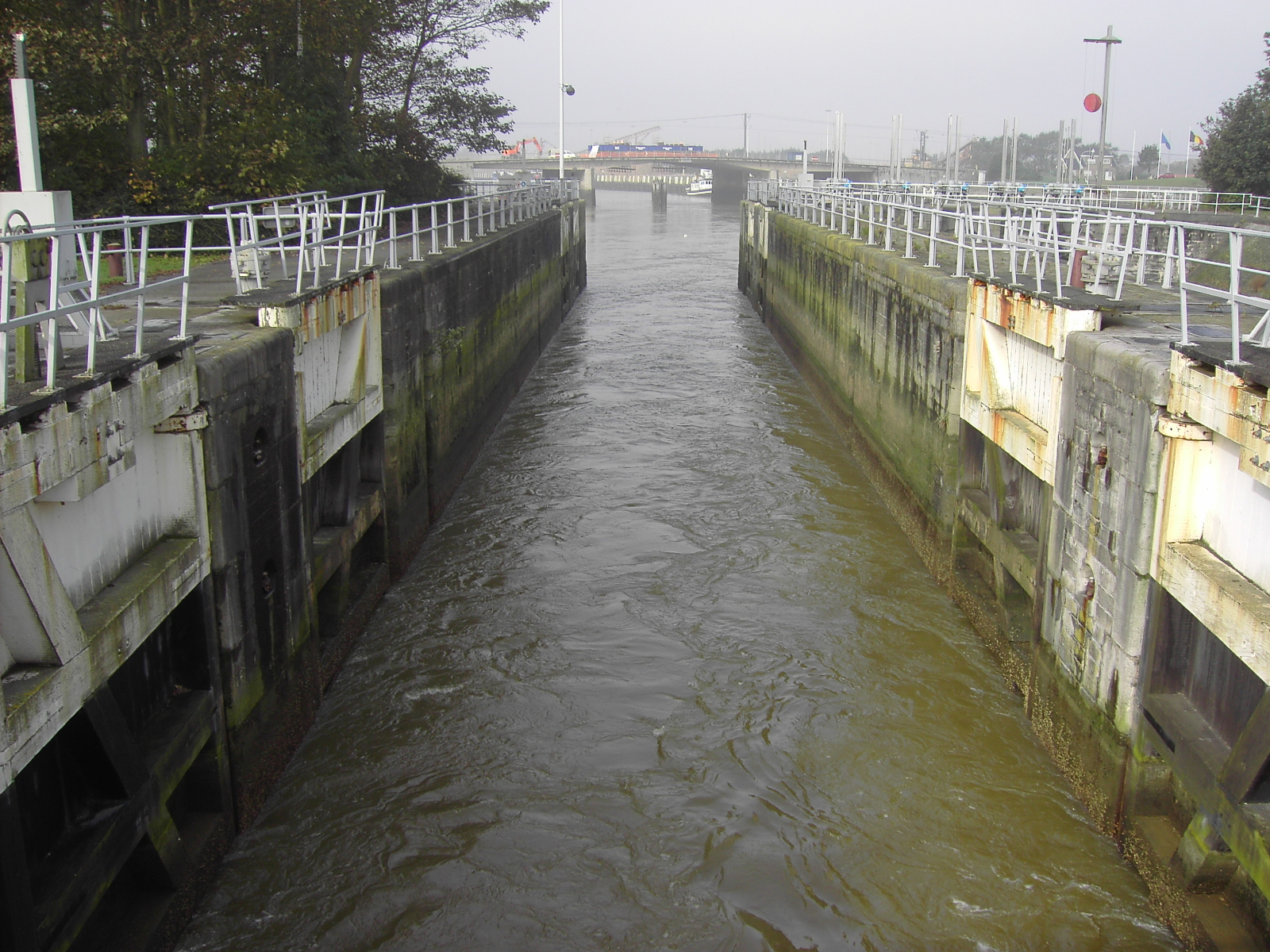
De Iepersluis op de IJzer
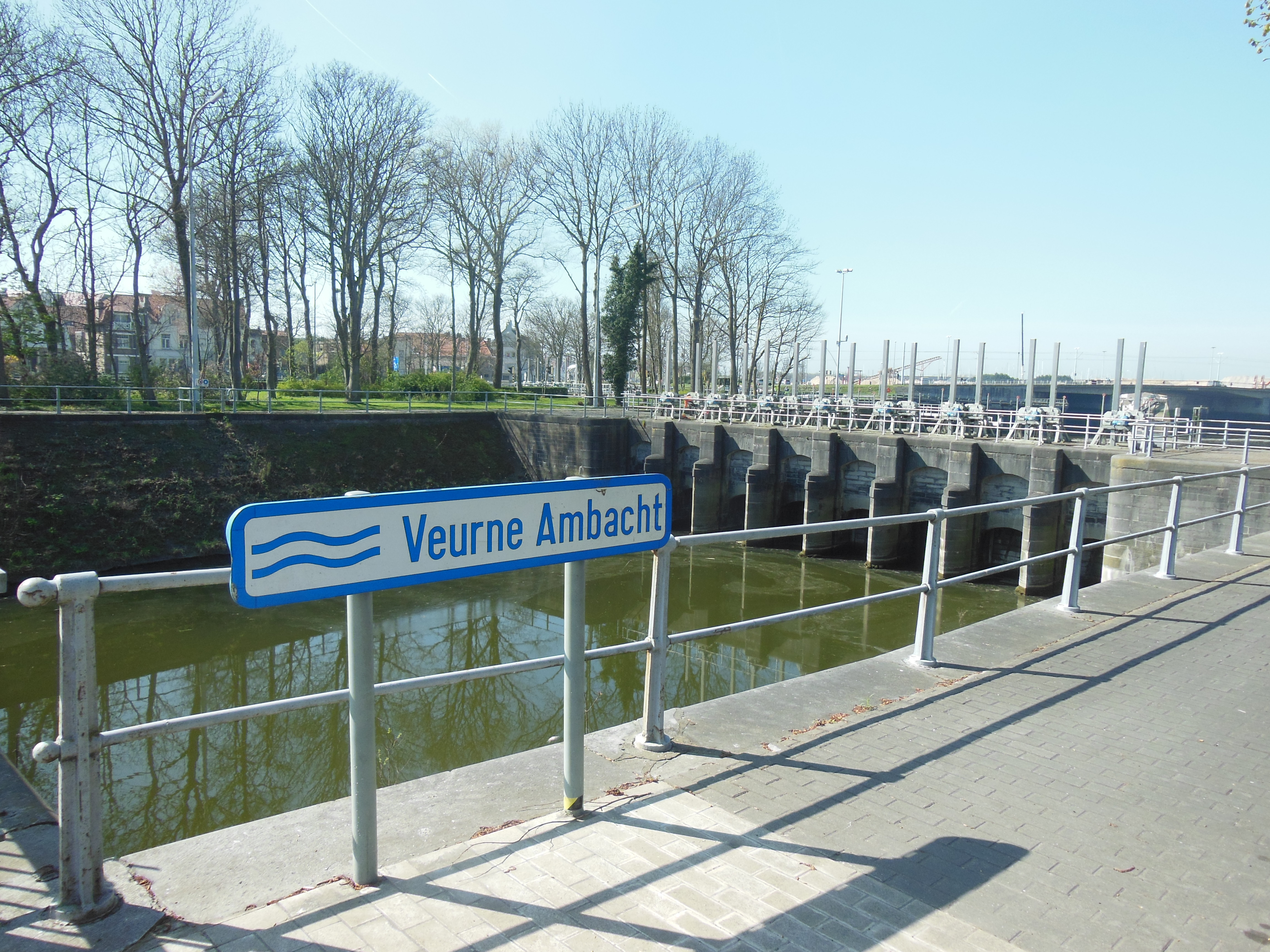
De Veurne-Ambachtvaart, met rechts de spuisluis
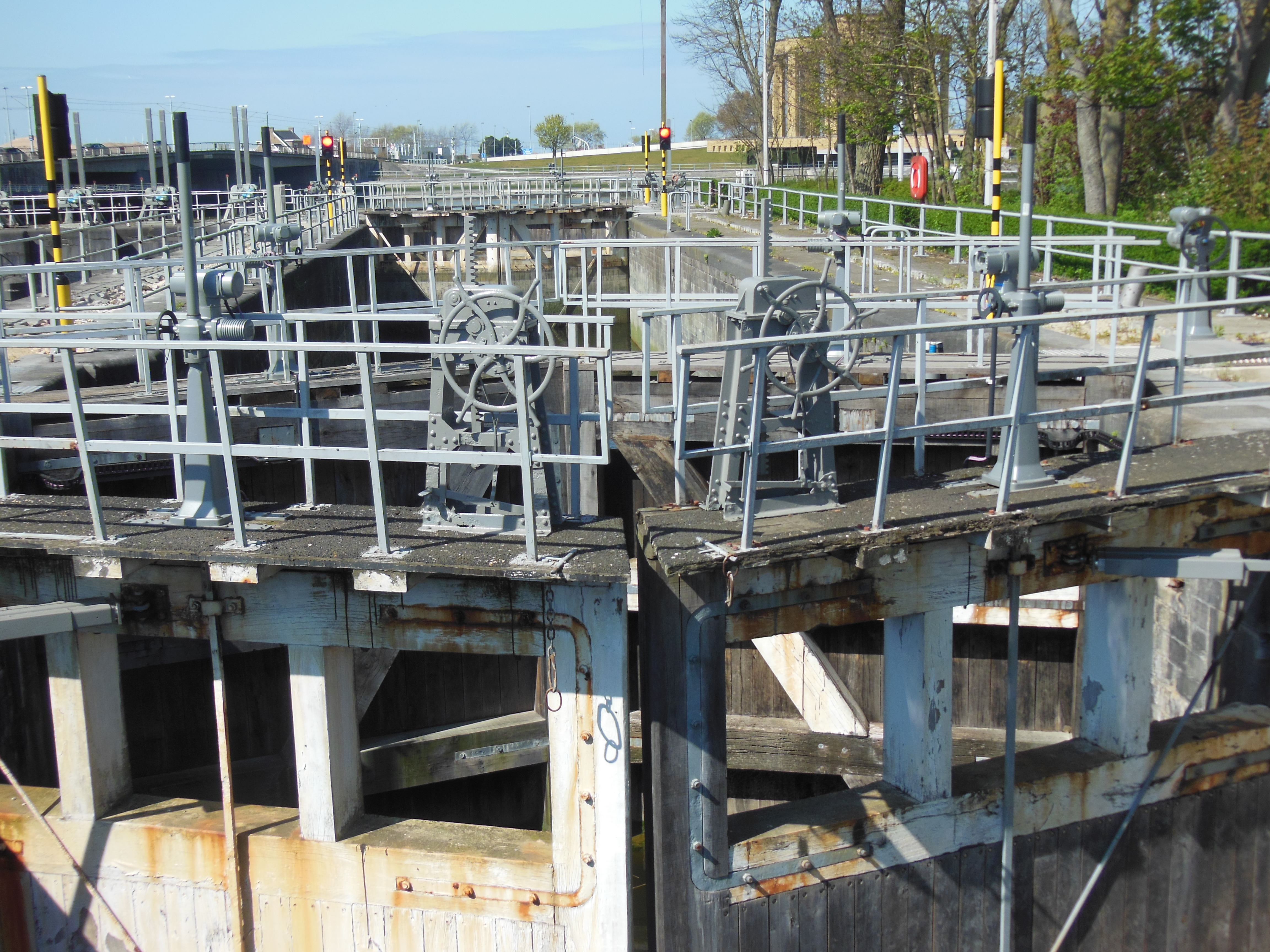
De Veurnesluis op het kanaal Nieuwpoort-Veurne-Duinkerke

## Oorlogsgedenktekens
Vanwege de kapitale strategische rol die de Ganzepoot tijdens de Eerste Wereldoorlog vervulde, werden na de oorlog in de onmiddellijke omgeving meerdere gedenktekens opgericht. De belangrijkste zijn:
- Het Koning Albert I-monument met ruiterstandbeeld
- Het IJzermonument voor de Belgische gesneuvelden
- Het Britse Nieuport Memorial
- Het gedenkteken van de Franse 81ste Territoriale Infanteriedivisie

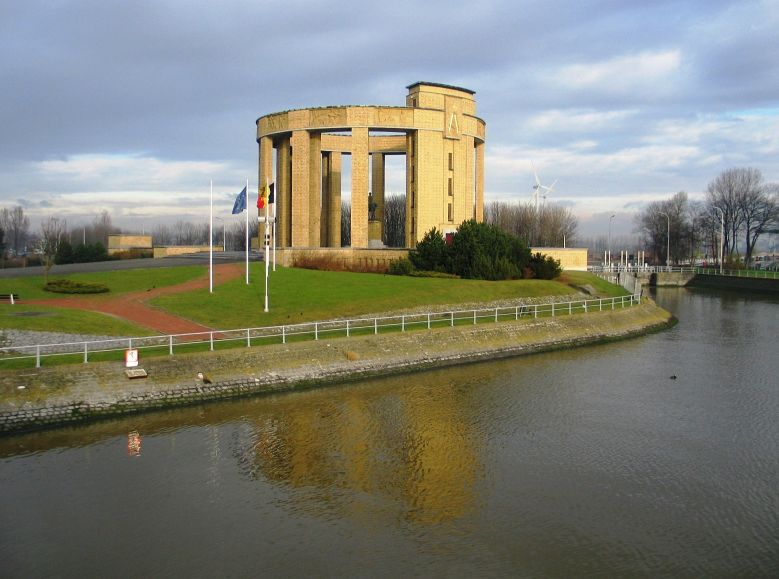
Koning Albert I-monument
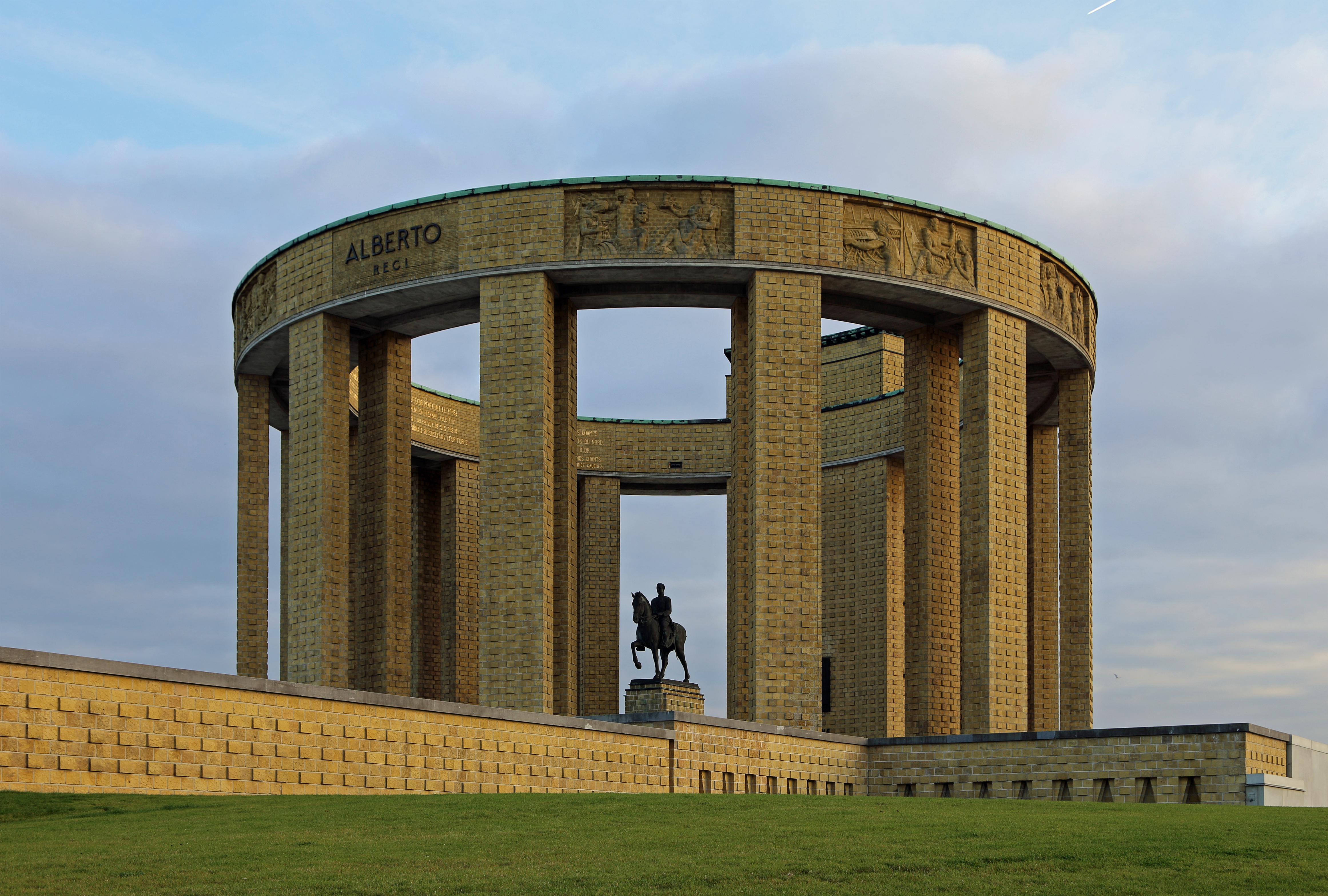
Koning Albert I-monument
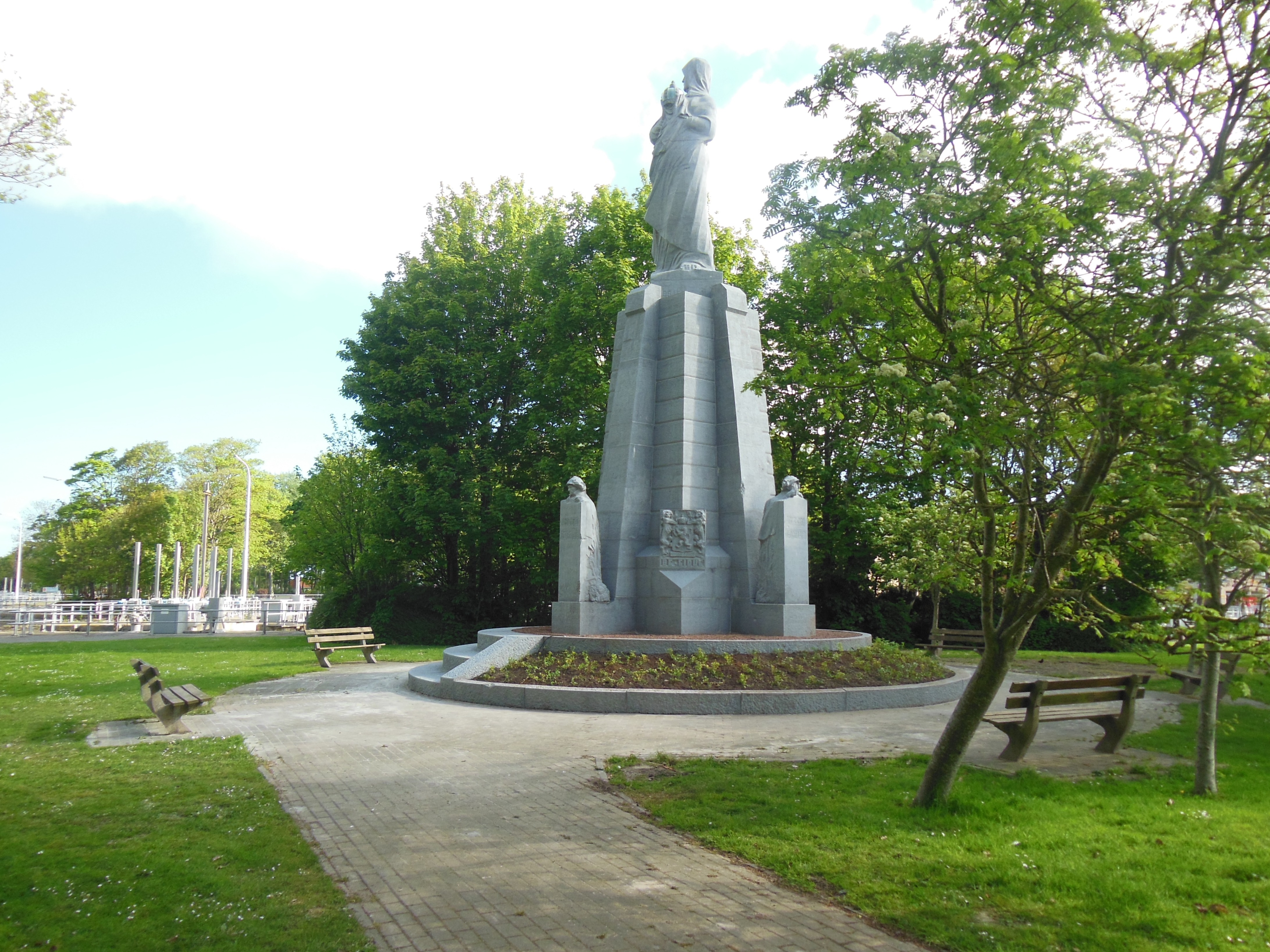
IJzermonument voor de Belgische gesneuvelden
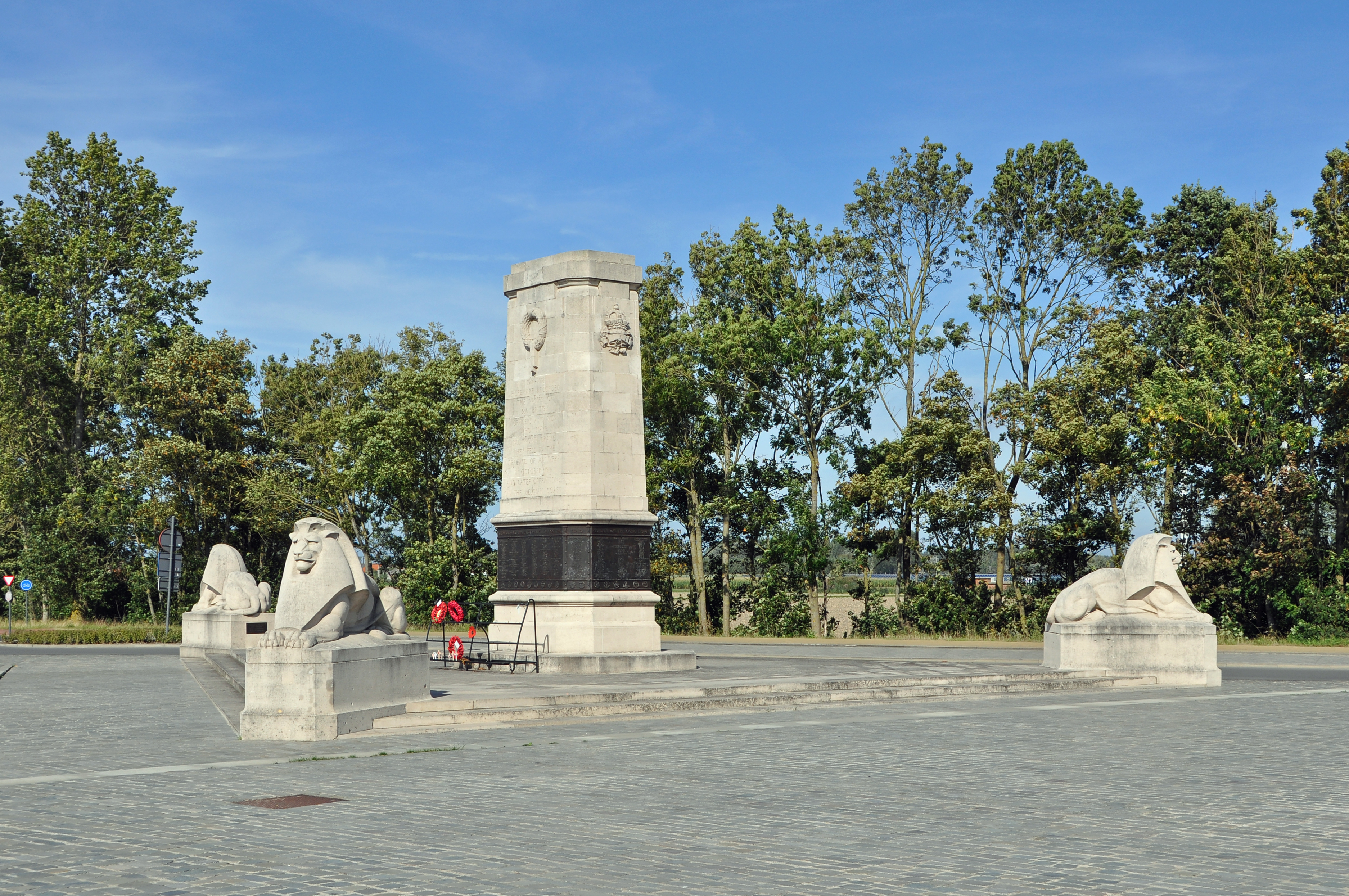
Brits oorlogsgedenkteken Nieuport Memorial
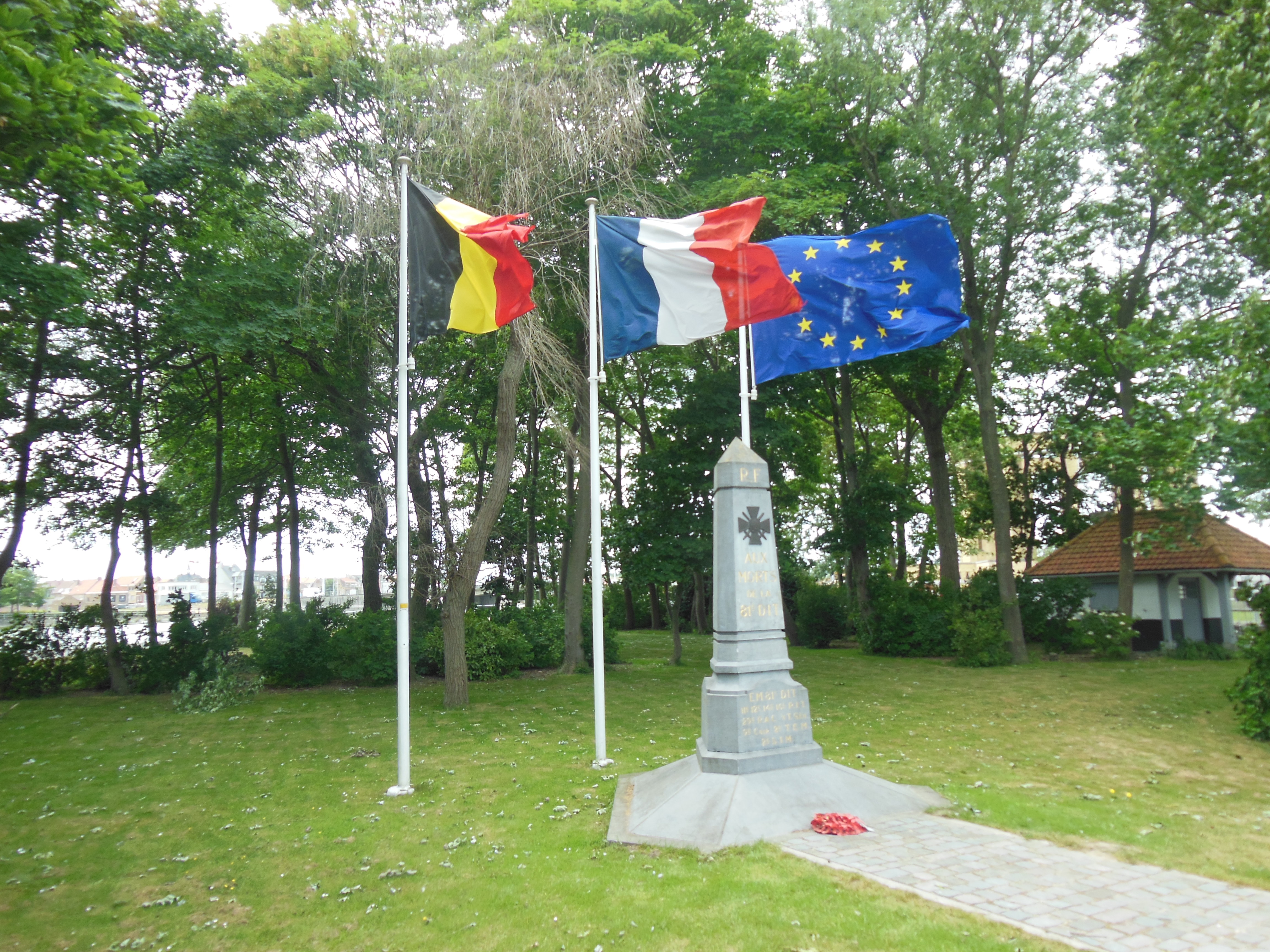
Gedenkteken van de Franse 81ste Territoriale Infanteriedivisie